# Liceo ginnasio Giovan Battista Morgagni
Il liceo ginnasio "Giovanni Battista Morgagni" è uno storico liceo della città di Forlì, risalente al Settecento.

## Storia
L'istituto ebbe diverse sedi e fu fondato nel 1764 da Vincenzo Cesarini-Mazzoni, il quale volle lasciare un legato per il suo funzionamento. Il ginnasio doveva impartire lezioni anche di teologia, filosofia, medicina e diritto civile e canonico.
Il legato decorse dal 1777, morto il Cesarini-Mazzoni, allorquando l'Istituto era noto come Ginnasio "Cesarini-Mazzoni". Nel 1797, il comune acquisì la gestione della scuola, la quale si trasferì, durante la Restaurazione, nel palazzo dei Signori della Missione, acquistato nel 1815; il palazzo divenne noto, in città, anche come palazzo degli Studi. In questa sede, l'Istituto assunse il nome di Giovanni Battista Morgagni e divenne un regio liceo, col passaggio allo Stato.
Nel 1903, vi giunse, per qualche giorno, in qualità di Regio ispettore scolastico, Giovanni Pascoli. Così lo incontrò per la prima volta l'allora studente e futuro poeta Aldo Spallicci.
Nel 1925 l'istituto "Morgagni" fu trasferito dal palazzo degli Studi alla nuova sede di corso Vittorio Emanuele, l'antico borgo Cotogni, divenuto in seguito corso della Repubblica. Si tratta dell'edificio detto "dell'Abbondanza", poiché fu un deposito alimentare ai tempi del governo pontificio. Dopo essere diventato, con gli opportuni adattamenti, prima caserma e poi sede del Circolo Giuseppe Mazzini, l'edificio, allo scioglimento del circolo, decretato dal fascismo in quanto associazione di stampo repubblicano, divenne proprietà del comune, che ne fece la nuova sede del liceo.
Dopo la seconda guerra mondiale, il Circolo Giuseppe Mazzini recuperò la sua sede, mentre il liceo si installava in un altro edificio d'importanza storica, il palazzo dell'ex collegio aeronautico, in viale Roma.
Nel 1997 il "Morgagni" ha accorpato l'istituto magistrale "Marzia degli Ordelaffi", sorto nel 1848 e ubicato in un'altra ala del medesimo palazzo.

## Struttura
La scuola propone quattro indirizzi di studio: liceo classico, liceo linguistico, liceo delle scienze umane tradizionale ed economico sociale.